# Kongeriget Essex
Kongeriget Essex eller Østsaksernes Kongerige (oldengelsk: Ēast Seaxna Rīce; latin: Regnum Orientalium Saxonum), va ren af de syv traditionelle kongeriger i det angelsaksiske heptarki. Det blev grundlagt i 500-tallet og dækkede det områder, som senere blev til countierne Essex Essex, Hertfordshire, Middlesex og i en kort periode Kent. Kongerne af Essex var ofte underlagt konger fra andre kongeriger i større eller mindre grad. Den sidste konge af Essex var Sigered og i 825 overgav han kongeriget til Egbert af Wessex.

## Konger
| Regeringstid          | Regent                              | Noter |
| --------------------- | ----------------------------------- | --- |
| 527 til 587           | (muligvis) Æscwine eller Erchenwine | Første konge ifølge nogle kilde, mens andre siger at sønnen Sledd var den første                                                           |
| 587 til ante 604      | Sledd                               | Søn af Æscwine/Erchenwine |
| ante 604 til 616/7?   | Sæberht                             | Søn af Sledd |
| 616/7? til 623?       | Sexred                              | Søn af Sæberht. Konge sammen med Saeward og en tredje bror; dræbt i slag mod Wessex                                                        |
| 616/7? til 623?       | Saeward                             | Søn af Sæberht. Konge sammen med Sexred og en tredje bror; dræbt i slag mod Wessex                                                         |
| 616/7? til 623?       | (En søn af Sæberht, ukendt navn)    | Konge sammen med Sexred og Saeward; dræbt i slag mod Wessex                                                                                |
| 623? til ante ca. 653 | Sigeberht the Little                | |
| ca. 653 til 660       | Sigeberht the Good                  | Tilsyneladende søn af Sæward. Sankt Sigeberht; Sankt Sebbi (helgendag 29. august)                                                          |
| 660 til 664           | Swithhelm                           | |
| 664 til 683           | Sighere                             | Søn af en Sigeberht, sandsynligvis 'the Good'. Medkonge med Sæbbi                                                                          |
| 664 til ca. 694       | Sæbbi                               | Søn af Sexred. Medkonge med Sighere; abdicerede til fordel for sin søn Sigeheard                                                           |
| ca. 694 til ca. 709   | Sigeheard                           | Medkonge med sin bror Swaefred |
| ca. 695 til ca. 709   | Swæfred                             | Søn af Sæbbi. Medkonge med sin bror Sigeheard                                                                                              |
| ca. 709               | Offa                                | Søn af Sighere. Medkonge i den sidste del af Swæfreds regereingstid og muligvis Sigeheard.                                                 |
| ca. 709? til 746      | Saelred                             | Repræsenterer en fjern gren af Sledd. Sandsynligvis medkonge med Swaefbert                                                                 |
| ca.715 til 738        | Swæfbert                            | Sandsynligvis emdkonge med Saelred |
| 746 til 758           | Swithred                            | Barnebarn af Sigeheard |
| 758 til 798           | Sigeric                             | Søn af Saelred. Abdicated |
| 798 totil 812         | Sigered                             | Son of Sigeric. Mercia defeated by Egbert of Wessex, sub-kingdom of Essex subsumed into Wessex; from 812 to about 825 held it only as dux. |